# Gare des Champs Forts
Gare des Champs Forts vasútállomás Franciaországban, Esbly településen.

## Vasútvonalak
Az állomást az alábbi vasútvonalak érintik:
- Esbly-Crécy-la-Chapelle-vasútvonal

## Kapcsolódó állomások
A vasútállomáshoz az alábbi állomások vannak a legközelebb: